# E. Pluribus Wiggum
E. Pluribus Wiggum, llamado Rafa, el elegido en Hispanoamérica y E. Pluribus Wiggum en España, es un episodio perteneciente a la decimonovena temporada de la serie animada Los Simpson, emitido originalmente el 6 de enero de 2008 y en Hispanoamérica su estreno fue el 27 de julio de 2008. El episodio fue escrito por Michael Price y dirigido por Michael Polcino. Jon Stewart y Don Rather fueron las estrellas invitadas. En este episodio, el pueblo de Springfield decide postular a Ralph Wiggum como candidato presidencial.

## Sinopsis

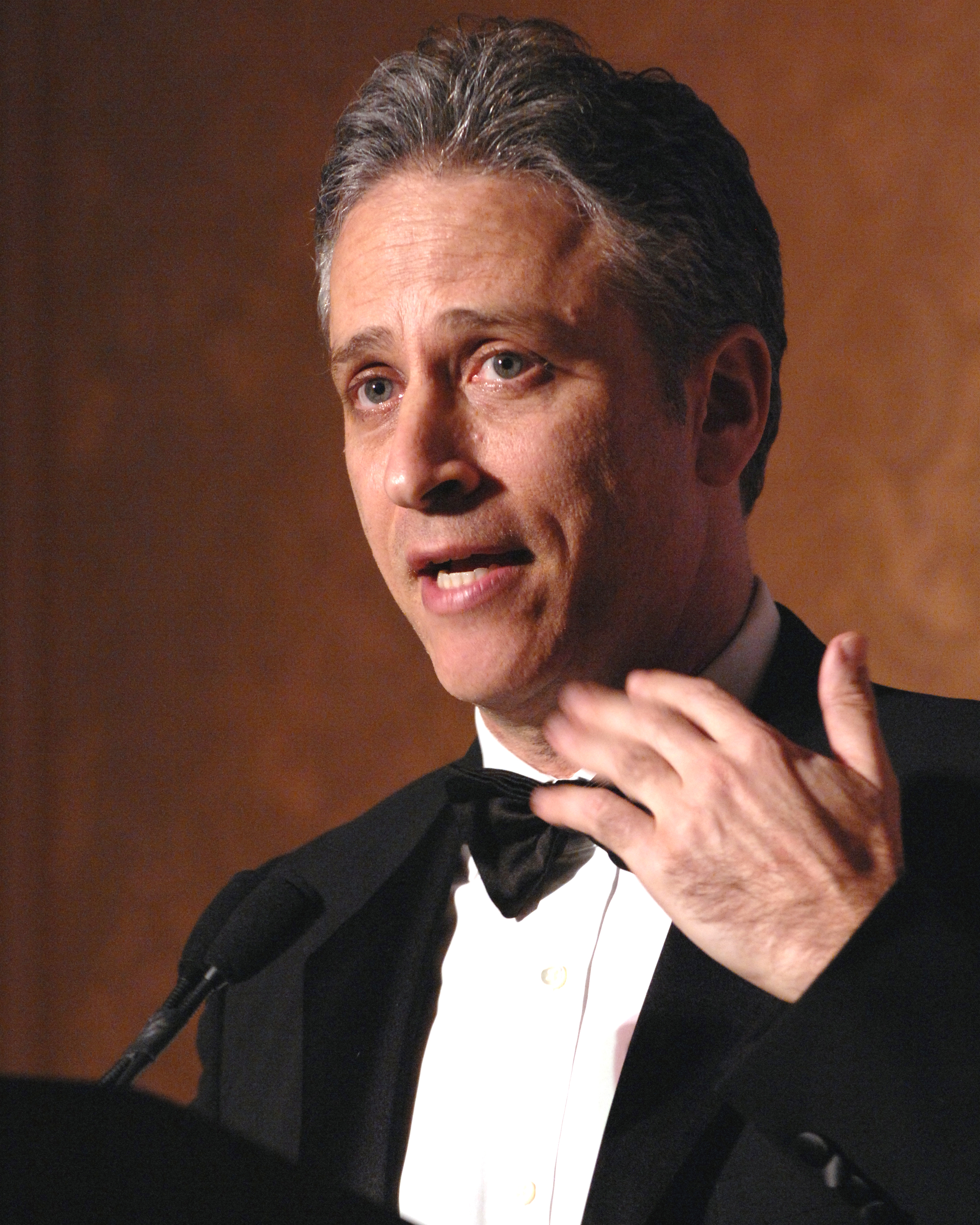
Jon Stewart aparece en el episodio, haciendo una entrevista para The Daily Show.

Todo comienza cuando Lenny, Carl y Homer desean que Sr. Burns se vaya para irse a comer pero resulta que un empleado empieza a conversar con Burns por lo que Lenny, Carl y Homer se sienten mal y se enfadan. Y Homer toma su teléfono y llama a ese empleado al cual le amenaza con matar a su esposa o a su hermano si dejaba de conversar con Burns, y dejaría vivo a su perro. Por lo que el empleado le hace caso pero se va bailando (porque Homer se lo ordena). Y al ver que el empleado se fue, Burns también se marcha en su auto. Por lo que Lenny, Carl y Homer se van a comer.
Mientras Homer se va del trabajo y se comunica con Marge para comer en casa, esta le recuerda que debía iniciar su dieta, por lo que Homer decide darse un último gusto en el Bulevar de Comida Rápida de Springfield. Empieza a comer de todo y al momento de llenarse, decide tirar la basura de comida rápida que tenía en su auto en un contenedor de basura, ubicado detrás del Krusty Burger, y como nota que es un depósito de basura, decide tirar toda los desperdicios que había en su auto como periódicos, cheques, triciclo, hasta una batería en mal estado y este daña una tubería de gas a causa del ácido que derramaba. Después de esto, Homer empieza a fumar uno de sus habanos de marca exclusiva y, lanza el cerillo encendido en el contenedor de basura y justamente llega cerca de la fuga de gas lo cual, hace que todas los centros de comida rápida estallen por la conexión de gas que todos tienen, y esto por culpa de Homer el cual, no nota que el Bulevar de Comida Rápida fue destruido por su culpa.
Inmediatamente se hace una reunión urgente en el Ayuntamiento, donde los residentes de Springfield, enfurecidos, demandan que se reconstruya por completo el Bulevar de Comida Rápida. Para financiar la construcción, se propone tomar ciertas medidas. Pero para llevar a cabo esto, las elecciones presidenciales siguientes, para las cuales faltaba mucho tiempo, son trasladadas a la semana siguiente, haciendo que las elecciones primarias para presidente en Springfield sean las primeras de la nación antes que las de Nuevo Hampshire. Mientras que en ese sitio, cuando escuchan las noticias, todos los candidatos y los reporteros van a Springfield. 
Los candidatos empiezan a ganar votos en Springfield y promocionan a sus candidatos. Aunque Lisa los considera incompetentes. Y los dos partidos empiezan a confirmar casas pero es ahí donde se percatan de que la familia Simpson no eligió un candidato por lo que son considerados como indecisos. Todo esto causa que la casa de los Simpsons se llene de gente, y que su jardín quede repleto de reporteros, helicópteros, y camiones de informativos. A tal punto que invaden su momento familiar de almuerzo. Por lo que Homer se enoja y los echa de su casa a todos los candidatos y noticieros.
Cuando llega el día de la votación, Homer, enojado, y otros ciudadanos celebran un encuentro en la taberna de Moe. Homer se manifiesta ante todos sobre la forma en que los reporteros han invadido la ciudad y han fastidiado sus vidas, a lo que todos están de acuerdo. Pero quedaba la duda de a quien iría su voto. Por lo que Homer sugiere a la gente que voten por el candidato más ridículo, y aunque el candidato más cercano era el jefe Wiggum, Homer declara que había uno más cercano todavía. Esa misma noche, Kent Brockman anuncia un giro inesperado: Springfield había rechazado a todos los candidatos principales y habían votado por Ralph Wiggum, de 8 años de edad, quien gana la elección primaria, para gran sorpresa de toda la familia Simpson, y en especial, Lisa. Ralph es inmediatamente presentado como el candidato líder, Homer y Bart lo alientan, y la gente lo aclama, convirtiéndose en sus seguidores. Sin embargo, Lisa no se une a la gente, ya que solamente ella sabía cuán lento era Ralph. 
Un reporte televisivo muestra que Ralph no tiene idea sobre a qué partido está representando. El Partido Republicano de Springfield decide pelear para ser el partido de Ralph, sabiendo que así tenían la victoria asegurada en las elecciones. El Partido Demócrata de Springfield, por su parte, trata de que Ralph los represente a ellos. Y ambos partidos con sus seguidores, se dirigen a la casa de Ralph y los medios tratan de saber a qué partido se irá Ralph pero éste se siente intimidado por el público por lo que entra a su casa como manera de esconderse. Los líderes de ambos partidos entran en la casa de Ralph, dispuestos a pelear por el niño. Pero Lisa impide de que los líderes de los partidos se vayan contra Ralph por lo que Lisa queda como la persona adecuada para que convenza a Ralph sobre el partido al cual iría a postular. Lisa se enfrenta a Ralph hablándole sobre lo que los medios de comunicación han hecho sobre el asunto de las elecciones, por lo que Lisa trata de convencer al niño de no participar en las elecciones. Pero resulta que Ralph estaba manipulando el sistema y Lisa queda perpleja por tal acción. Ralph le dice a Lisa que quiere detener la guerra y crear paz, y si estas cosas suceden, a la larga serán más fáciles de resolver. Por lo que Lisa se da cuenta de que Ralph era un excelente y formidable candidato (aunque Ralph le sugiere a Lisa que sea su "primera dama").
El episodio termina cuando se televisa un anuncio de Ralph, patrocinado por los dos partidos de Estados Unidos donde se anuncia la postulación de Ralph como presidente.